# Otáčivý most Grange-aux-Belles
Otáčivý most Grange-aux-Belles (francouzsky Pont tournant de la Grange-aux-Belles) je silniční otáčivý most v Paříži.

## Lokace
Most vede přes kanál Saint-Martin v 10. obvodu a spojuje nábřeží Quai de Valmy u ulice Rue de Lancry a Quai de Jemmapes u ulice Rue de la Grange-aux-Belles, po které má svůj název.

## Historie
Most byl postaven v roce 1890.